# 신간대자명심보감
신간대자명심보감(新刊大字明心寶鑑)은 충청북도 청주시 흥덕구, 청주고인쇄박물관에 있는 조선시대의 책이다. 2016년 7월 1일 충청북도의 유형문화재 제365호로 지정되었다.

## 개요
《명심보감》은 어린이들의 학습을 위하여 중국 고전에서 선현들의 금언(金言)·명구(名句)를 편집하여 만든 것으로 유교문화권의 일상생활 지침서로 이용되어 동아시아 전반에 걸쳐 지대한 영향을 미친 서적이다. 《신간대자명심보감》은 범립본(范立本) 《명심보감》이 간행된 지 62년만인 1454년 청주에서 새롭게(新刊) 목판인쇄의 형태로 대자(大字)로 간행된 판본을 뒤에 인쇄한 책자이다.
표제는 ‘신간대자명심보감’이나 서문, 목록, 권별에 따라 약간씩 다르다. 서문은 명심보감, 목록은 신간교정대자명심보감(新刊校正大字明心寶鑑), 권상 권수․권말제는 신간대자명심보감, 권하 권수제는 신간명심보감, 권말제는 신간교정대자명심보감이다.

## 같이 보기
- 명심보감

## 참고 자료
- 신간대자명심보감 - 국가유산청 국가유산포털